# Pierre Picco
Pierre Picco (Toulouse, 17 de octubre de 1978) es un deportista francés que compitió en piragüismo en la modalidad de eslalon.
Ganó seis medallas en el Campeonato Mundial de Piragüismo en Eslalon entre los años 2010 y 2017, y cuatro medallas en el Campeonato Europeo de Piragüismo en Eslalon entre los años 2013 y 2017.

## Palmarés internacional
| Campeonato Mundial | Campeonato Mundial          | Campeonato Mundial | Campeonato Mundial |
| Año                | Lugar                       | Medalla            | Competición        |
| ------------------ | --------------------------- | ------------------ | ------------------ |
| 2010               | Liubliana (Eslovenia)       | Medalla de oro     | C2 por equipos     |
| 2014               | Deep Creek (Estados Unidos) | Medalla de oro     | C2 por equipos     |
| 2014               | Deep Creek (Estados Unidos) | Medalla de plata   | C2 individual      |
| 2015               | Londres (Reino Unido)       | Medalla de oro     | C2 por equipos     |
| 2015               | Londres (Reino Unido)       | Medalla de plata   | C2 individual      |
| 2017               | Pau (Francia)               | Medalla de oro     | C2 por equipos     |
| Campeonato Europeo |                             |                    |                    |
| Año                | Lugar                       | Medalla            | Competición        |
| 2013               | Cracovia (Polonia)          | Medalla de oro     | C2 por equipos     |
| 2014               | Viena (Austria)             | Medalla de plata   | C2 por equipos     |
| 2017               | Tacen (Eslovenia)           | Medalla de oro     | C2 individual      |
| 2017               | Tacen (Eslovenia)           | Medalla de oro     | C2 por equipos     |